# Vitis pubescens
Vitis pubescens là một loài thực vật hai lá mầm trong họ Nho. Loài này được (Schltdl.) Hemsl. miêu tả khoa học đầu tiên năm 1879.